# Froðba

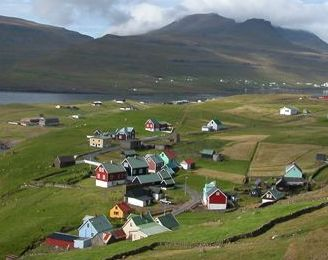
Froðba

Froðba este un oraș din Insulele Faroe.